# 楽劇座
楽劇座（がくげきざ）は日本の劇団。芸術監督は関口純（公益社団法人日本演劇協会会員・ドイツ語学者関口存男の曾孫）。

## 概要
- 2010年4月楽劇座オープニングシリーズ『ゼツアンの善人』で旗揚げ。以降、海外の個展作品からオリジナルの音楽作品（ミュージカル）まで、幅広いジャンルの舞台を上演。
- 2012年6月より、新宿区新宿で専用劇場THEATER Rrose Sélavy（シアターローズセラヴィ）を運営。日本では数少ない、専用劇場を保有する劇団である。
- 演劇では実現不可能と言われた同一キャスト・演出家による月1~2回の新作上演を実現し注目を集めている。
- 代表作は『マカロンちゃんの憂鬱』シリーズ（2.5次元ミュージカル）、『Songs』シリーズ（楽劇座ミュージックシアター）等。
- 2015年よりécole professionnelle（エコール・プロフェッショナル）を開設。スキルアップを目指すプロの俳優向けコースの他、基礎コースも設け、プロではない人に向けても演劇の裾野を広げる活動を行い、日本の文化・芸術活動の充実を計っている。

## 演出家
- 関口純（公益社団法人日本演劇協会会員）

## 主な公演
2010-2011
- 『ゼツアンの善人』（脚本：ブレヒト）
- 『タルチュフ』（脚本：モリエール）
- 『七つの大罪 そして…』（原案：ブレヒト／脚本：関口純）

2012
- 『赤ずきんちゃん、お帰りなさい』
- 『マカロンちゃんの憂鬱 〜ビターなヤツだぜ！の巻〜』
- 『アリスは何処へいった？』
- 『真夜中の人形たち』
- 『Marie! 〜鏡の中のマリー・アントワネット〜』
- 『星の日記帳』

2013
- 『エッフェル塔は今日も3.5度傾いている』
- 『マカロンちゃんの憂鬱２ 〜バレンタインにライバル登場！？の巻〜』
- 『dollism 〜もうひとりのわたし〜』
- 『フルーツ調書 〜少女は甘く渇いた故郷を目指す〜』
- 『アリスがいないアリスのお茶会』
- 『PI-YO PI-YO 〜鳥籠の扉はスコットランドヤードで午前３時に開く〜 』
- 『君がいた夏、僕はひとりでかき氷を食べた。ごめん… 』
- 『この鍵、ダレのもの？ 〜ありふれた忘れ物におけるアリス的考察〜』
- 『マカロンちゃんの憂鬱 エピソード０ 〜懐かしいけど初めまして！の巻〜』
- 『Songs 〜私に語りかけるもの〜』
- 『可愛い殺意 〜世にも奇妙な人形ごっこ〜』
- 『小さな嘘・大きな奇跡 〜雪の降る夜、天使は微笑み、そのとき街は星になる〜』

2014
- 『さよなら こんにちは』
- 『マカロンちゃんの憂鬱３ 〜僕はBonBon! 名家生まれの名菓育ちと人は言う！の巻〜』
- 『メディウスは、ときに爆弾も必要さといった』
- 『PI-YO PI-YO2 PIYOはつらいよ 北極旅情編』
- 『THEATER Rrose Sélavy 2nd Anniversary Songs 2014』
- 『その時、少女は汽車に乗って 〜フランクリン・ルーズベルトは「軽い荷物にしてはいけない」と言った〜』
- 『AM2:00 遊園地で会いましょう 〜バラ色の明日を夢見る展覧会〜』
- 『マカロンちゃんの憂鬱 〜ハロウィン大作戦！の巻〜』
- 『問右衛門（トウえもん）〜チビ太VSルパソ！！過去の世界の武士型ロボット！？〜』
- 『ボン・ヴォヤージュ！』

2015
- 『マカロンちゃんの憂鬱 Season2 〜お菓子の国の野望編 お菓子のお菓子によるお菓子のための世界なのだ！の巻〜』
- 『マカロンちゃんの憂鬱 Season2 〜お菓子の国の野望編 お菓子なお菓子のお友達！？の巻〜』
- 『マカロンちゃんの憂鬱 Season2 〜ひな祭り大作戦！の巻〜』
- 楽劇座５周年記念公演『Songs』
- 『デンデンドロイカ』
- 『アリスは何処へいった？』
- 『有栖川家の密やかな愉しみ』
- 『日常（ふしぎ）の都会（国）のアリス 〜Songs4 コードネームはALICE！〜』
- 『マカロンちゃんの憂鬱』フェスティバル